# I-divisioona 1997/98
Die Saison 1997/98 war die 24. Spielzeit der I-divisioona, der zweithöchsten finnischen Eishockeyspielklasse. Die sechs bestplatzierten Mannschaften qualifizierten sich für die SM-liiga-Relegation, in der alle sechs Mannschaften scheiterten. Die beiden Letztplatzierten erreichten in der Relegation den Klassenerhalt.

## Modus
In der Hauptrunde absolvierte jede der zwölf Mannschaften insgesamt 44 Spiele. Die sechs bestplatzierten Mannschaften qualifizierten sich für die SM-liiga-Relegation. Die beiden Letztplatzierten mussten in der Relegation um den Klassenerhalt antreten. Für einen Sieg erhielt jede Mannschaft zwei Punkte, bei einem Unentschieden gab es einen Punkt und bei einer Niederlage null Punkte.

## Hauptrunde

### Tabelle
|     | Klub                    | Sp | S  | U | N  | Tore    | Punkte |
| --- | ----------------------- | -- | -- | - | -- | ------- | ------ |
| 1.  | Kärpät Oulu             | 44 | 31 | 5 | 8  | 171:99  | 67     |
| 2.  | Hermes Kokkola          | 44 | 27 | 6 | 11 | 183:113 | 60     |
| 3.  | Pelicans Lahti          | 44 | 23 | 8 | 13 | 123:90  | 54     |
| 4.  | FPS Forssa              | 44 | 23 | 4 | 17 | 155:147 | 50     |
| 5.  | TuTo Hockey             | 44 | 18 | 8 | 18 | 151:156 | 44     |
| 6.  | Diskos Jyväskylä        | 44 | 18 | 7 | 19 | 141:137 | 43     |
| 7.  | SaPKo Savonlinna        | 44 | 19 | 4 | 21 | 112:121 | 42     |
| 8.  | Vaasan Sport            | 44 | 17 | 6 | 21 | 119:148 | 40     |
| 9.  | Haukat Järvenpää        | 44 | 18 | 3 | 23 | 123:150 | 39     |
| 10. | Karhut                  | 44 | 18 | 1 | 25 | 138:165 | 37     |
| 11. | Ahmat Hyvinkää          | 44 | 10 | 8 | 26 | 106:153 | 28     |
| 12. | Jää-Kotkat Uusikaupunki | 44 | 9  | 6 | 29 | 118:161 | 24     |

Sp = Spiele, S = Siege, U = Unentschieden, N = Niederlagen

## Relegation
- Ahmat Hyvinkää – KooKoo 3:2 (5:2, 2:4, 3:4, 4:3, 3:0)
- Koo-Vee – Jää-Kotkat Uusikaupunki 2:3 (2:4, 4:3, 1:0, 3:4 n. V., 4:5 n. V.)